# Oxyrhopus petolarius
Oxyrhopus petola, mais conhecida como falsa coral, é uma espécie de colubrídeos da América do Sul.

## Distribuição geográfica
O. petolarius é encontrada no centro e no norte da América do Sul, incluindo Trinidad e Tobago.